# Chipunga
Chipunga ist ein Dorf im Norden Malawis im Hochland von Mzuzu in der Nordregion, rund 300 km nördlich der Hauptstadt Lilongwe und rund 30 km westlich des Malawisees gelegen.
Hauptanbauprodukte sind Macadamia, Kaffee, Sonnenblumen und Mais. Die lokalen Umgangssprachen sind Chichewa und Chitumbuka.